# Chop suey
Chop suey (kinesisk: 杂碎, pinyin: zasuier; blandede bidder) en amerikansk opfundet kinesisk-inspireret ret, der består af kød (ofte kylling, alternativt fisk, oksekød, rejer eller svinekød), der lynsteges med grønsager som bønner, kål og bladselleri i en jævnet sauce. Typisk serveres retten med ris, men kan også serveres med nudler.
Retten blev opfundet i Nordamerika i slutningen af 1800-tallet, sandsynligvis inspireret af en ret fra det sydlige Guangdong, som blev tilpasset efter de tilgængelige råvarer. Chop suey kendes fra mange kinesiske restauranter i den vestlige verden. 
| Mad og drikke | Spire Denne artikel om mad og drikke er en spire som bør udbygges. Du er velkommen til at hjælpe Wikipedia ved at udvide den. |